# Justin Kelly (réalisateur)
Pour les articles homonymes, voir Justin Kelly.
Justin Kelly est un réalisateur, scénariste, monteur et producteur américain, né à Los Angeles en Californie.

## Biographie
Carrière
Entre ses courts-métrages, Justin Kelly travaille avec Gus Van Sant pour son Harvey Milk (Milk, 2008).
Après son idée de prochain film, Gus Van Sant se tourne vers son protégé Justin Kelly afin de tourner son premier long-métrage intitulé I Am Michael, drame biographique avec James Franco, Emma Roberts, Zachary Quinto et Charlie Carver, ce qui lui vaut trois récompenses dont le prix du public du meilleur film, prix du public du meilleur scénario et meilleur réalisateur au festival FilmOut San Diego en 2015.
L'année suivante, il récolte le prix du meilleur réalisateur pour son second film King Cobra, avec les acteurs James Franco et Christian Slater, au Festival de film indépendant de Californie en 2016.

## Filmographie

### En tant que réalisateur
- 2006 : Debris (court-métrage)
- 2007 : Front (court-métrage)
- 2009 : Girl! (court-métrage)
- 2015 : I Am Michael
- 2016 : King Cobra
- 2018 : Welcome the Stranger
- 2018 : JT LeRoy
- 2025 : Pretty Thing

### En tant que scénariste
- 2006 : Debris (court-métrage)
- 2007 : Front (court-métrage)
- 2009 : Girl! (court-métrage)
- 2015 : I Am Michael
- 2016 : King Cobra
- 2018 : Welcome the Stranger
- 2018 : JT LeRoy

### En tant que monteur
Télévision
- 2006 : For the Love of Skype (série télévisée documentaire)

Films
- 2006 : Debris de lui-même (court-métrage)
- 2007 : Front de lui-même (court-métrage)
- 2009 : Cryptic de Danny Kuchuck et John Weiner
- 2009 : Girl! de lui-même (court-métrage)
- 2013 : The Wait de M. Blash

### En tant que producteur
- 2017 : Welcome the Stranger

## Distinctions

### Récompenses
- FilmOut San Diego 2015 : I Am Michael
  - Prix du public du meilleur film
  - Prix du public du meilleur scénario
  - Meilleur réalisateur
- Festival de film indépendant de Californie 2016 : Meilleur réalisateur pour King Cobra

### Nominations
- Berlinale 2015 : Prix du meilleur premier film I Am Michael
- Festival international du film de Guadalajara 2015 : Meilleur film I Am Michael